# 微软拼音输入法

微软拼音输入法在Windows 11上的使用情景。

微软拼音输入法（Microsoft Pinyin IME）是微软公司和哈尔滨工业大学联合开发的智能化汉语拼音输入法，是一种以语句输入为特征的第三代输入法。

## 版本历史
从Windows 95 OSR2版本开始，Windows系统都自动安装有1.5版本的微软拼音输入法。到了微软公司推出Microsoft Office 2000的时候，Office中有一个可以独立安装的2.0版本，而Windows XP和Microsoft Office XP则捆绑了3.0版本。
2003版本有大约两到三个：一个是标准版，只提供了基本的功能，安装文件约为23M，一种是加强版，安装文件约为70M，还有一个是约14.8M的精选版。2007版本在2007年与Microsoft Office 2007捆绑推出。Windows Vista仍旧捆绑微软拼音输入法2003。微软在Windows 7中捆绑了微软拼音输入法（版本：10.1.7600.0）。
新版的微软拼音输入法2010有两种输入模式，一种是微软的老牌输入方式——微软拼音新体验，另一种是模仿搜狗拼音输入法的Simplefast输入方式，同样有搜索按钮以及上下翻页按钮。
| 名称                   | 版本            | 捆绑                                    |
| ---------------------- | --------------- | --------------------------------------- |
| 微软拼音输入法         | 1.0             | Windows95 OSR2, Windows NT 4, Office 97 |
| 微软拼音输入法         | 1.5             | Windows 98                              |
| 微软拼音输入法         | 2.0             | Windows 2000, Office 2000               |
| 微软拼音输入法3.0      | 3.0             | Windows XP, Office XP                   |
| 微软拼音输入法2003     | 4.0             | Windows Vista, Office 2003              |
| 微软拼音输入法         | 10.1.7600.0     | Windows 7                               |
| 微软拼音输入法2007     | 12.0            | Office 2007                             |
| 微软拼音输入法2010     | 14.0            | Office 2010                             |
| 微软拼音输入法简捷2012 | 15.0.9200.16384 | Windows 8                               |

Global IME是为非中文版所发行的1.0版。

## 双拼方案
微软拼音输入法支持双拼输入，它包含了一种定制的双拼方案，其键位图为：